# یواس‌اس والراس (اس‌اس-۴۳۷)
یواس‌اس والراس (اس‌اس-۴۳۷) (به انگلیسی: USS Walrus (SS-437)) یک زیردریایی بود که طول آن ۳۱۱ فوت ۸ اینچ (۹۵٫۰۰ متر) بود. این زیردریایی در سال ۱۹۴۶ ساخته شد.